# Chapaize
Chapaize là một xã ở phía nam Bourgogne-Franche-Comté gần Cluny. Xã này thuộc tỉnh Saône-et-Loire, Pháp.
Thị trấn này có toà giáo đường xây dựng vào thế kỷ 11 theo phong cách lombard. Xã có 4 làng.